# Pioc salvatge eurasiàtic
El pioc salvatge eurasiàtic (o indiot) o simplement pioc salvatge (Otis tarda) és una espècie d'ocell gruïforme de la familia dels otídids (Otidae), l'únic membre del gènere Otis, que dona nom a la família. Dit antigament avostarda és conegut localment també com a avutarda o avitarda. Es distribueix com reproductor a Europa (Península Ibèrica i Europa central) i pel centre d'Àsia fins a la Xina. Les poblacions europees són principalment residents, però les asiàtiques es mouen d'Àsia per passar l'hivern. La seva esperança de vida en llibertat és poc coneguda, però s'estima que ronda els 10-15 anys. Té un port majestuós i tendeix a córrer quan és molestada abans de volar. És gregària tot l'any, però sobretot a l'hivern.

## Característiques

### Mascle

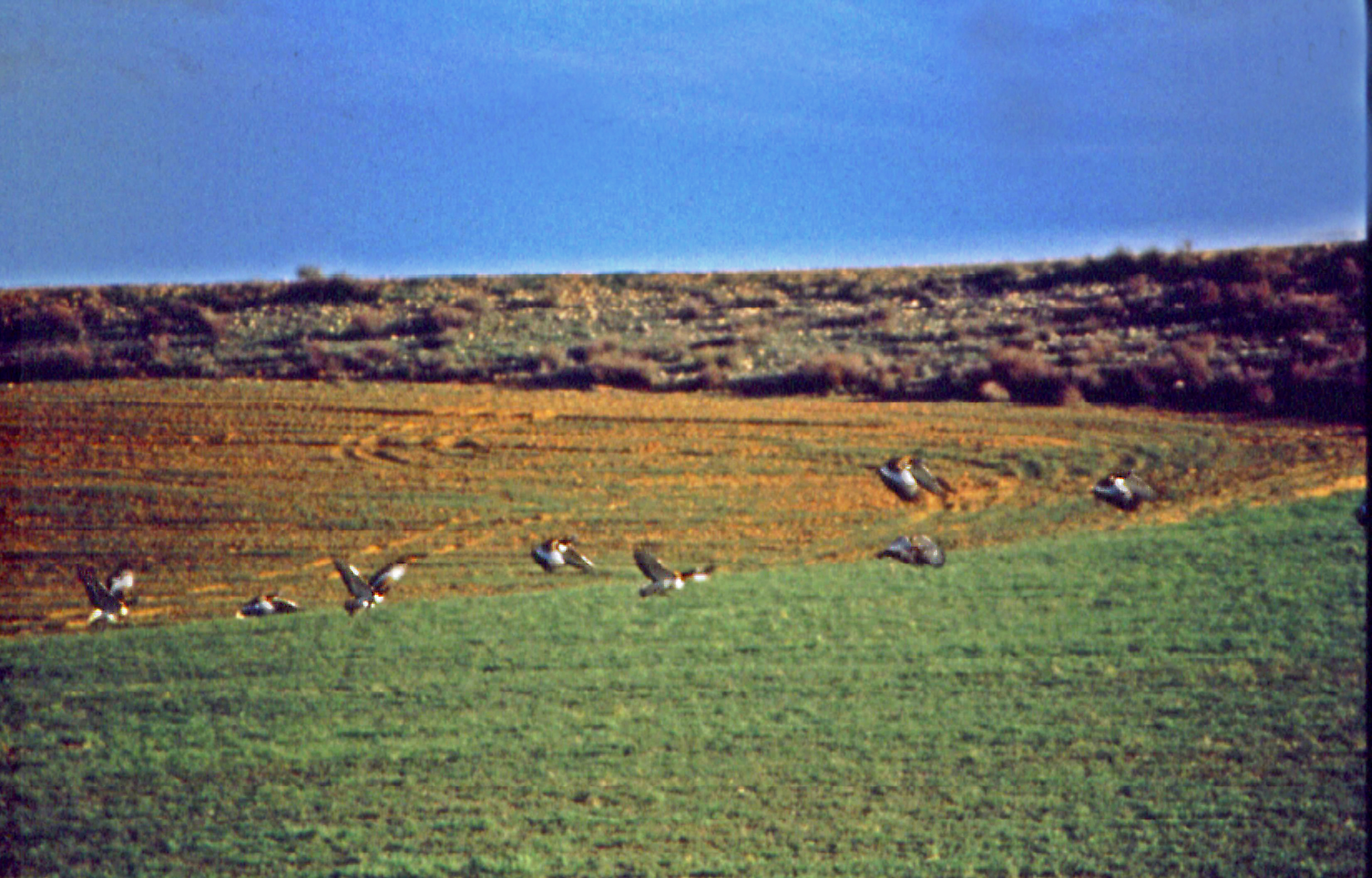
Piocs salvatges aixecant el vol

El mascle d'aquesta espècie està entre les grans aus voladores actuals, al costat de la pioc salvatge Kori (Ardeotis kori) i alguns cignes (Cygnus). La mida d'un mascle adult de pioc salvatge comú és d'uns 1,1 metres de longitud i una envergadura de 2,4 metres, el seu pes mitjà està al voltant de 13,5 kg, amb cites d'aus de 18 kg i un màxim documentat de 21 kg. Hi ha relats d'espècimens encara més grans, però no estan verificats.
El mascle adult és marró terrós per sobre i blanc per sota, amb coll llarg i gris i cap gris. El pit i costats de coll inferiors són castanys. A l'estació de cria, el mascle presenta unes llargues plomes a la base del pic de color blanc anomenades bigoteres. En el vol, les ales mostren àmplies àrees de color blanc. Els mascles creixen molt de pressa en els seus primers mesos de vida i es diu que continuen creixent, encara que molt lentament, durant tota la seva vida.

### Femella
La femella és 30-70% menor que el mascle, amb una mitjana de 4,5 kg (3 a 6,5 kg). El seu plomatge és similar al del mascle, però una mica més apagat. Ambdós sexes són en general silenciosos, encara que els mascles emeten un so similar a una pedorreta difícil d'escoltar a la natura. Els immadurs s'assemblen a la femella.

## Cria
Els piocs salvatges crien a partir de març. El tipus de reproducció es basa en leks poligínics dispersos, que són àrees on els mascles agrupen les femelles i exhibeixen el seu seguici per aparellar-se. Aquest seguici es denomina "roda" i té el seu punt àlgid a Espanya des de mitjans de març a principis d'abril.
Una vegada que la femella s'ha aparellat, es dedica en solitari a les tasques de la criança. L'època de nidificar va d'abril a juny i la posada sol tenir de dos a tres ous de color olivaci, lleugerament clapejats de bru-fosc. No construeix niu, únicament excava lleugerament a terra, on diposita els ous. La femella cova sola durant 25-28 dies. Els polls acabats de néixer són nidífugs, és a dir, són capaços de caminar i abandonen el niu en companyia de la seva mare, a la qual acompanyaran durant diversos mesos. Els mascles joves s'independitzen abans, però les femelles joves romanen amb les mares fins a la següent temporada de cria. Arriben a la maduresa sexual a 3-4 anys de vida, abans les femelles que els mascles, però no solen reproduir-se fins a 5-6 anys.

## Hàbitat

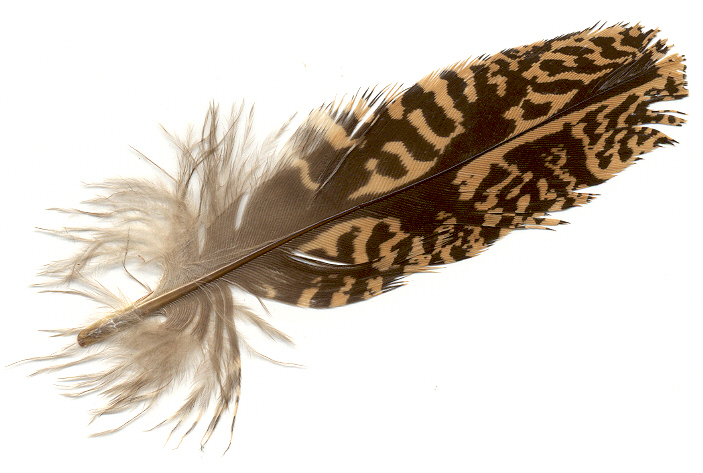
Ploma de pioc salvatge

El seu hàbitat original són les estepes i prats naturals del centre d'Àsia, però amb l'avanç de la civilització, s'ha adaptat a viure en les anomenades pseudoestepes o agroestepes (terrenys oberts amb pasturatge extensiu i cultius de secà, sobretot de cereal). Per aquesta raó es va expandir en temps històrics cap a l'oest d'Europa. Per tant, pertany a la categoria d'ocells estèpics.

## Estat de conservació
Es tracta d'una espècie qualificada d'espècie vulnerable segons criteris UICN, a causa del declivi que han patit la majoria de les seves poblacions per la pèrdua i fragmentació del seu hàbitat. Els factors principals que han determinat està reducció han estat la intensificació agrícola, l'extensió dels cultius de regadiu, la construcció d'infraestructures (carreteres, línies elèctriques, urbanitzacions), la caça i l'ús de pesticides. En el passat la seva àrea de distribució va ser molt més gran, extingint-se en la major part d'Europa durant els segles XIX i XX.

## Subespècies
Es coneixen dos subespècies de Otis tarda :
- Otis tarda tarda - Paleártic meridional.
- Otis tarda dybowskii - SE Rússia a Mongòlia i NE Xina.

## Curiositats
És l'ocell nacional d'Hongria.